# Starsi panowie
Starsi panowie – wspólny album Macieja Maleńczuka i Pawła Kukiza, wydany w maju 2010 roku. Album zawiera nowe wersje utworów Kabaretu Starszych Panów, nagrane z udziałem m.in. Kayah, Renaty Przemyk oraz Eweliny Flinty. Producentem albumu jest Jakub Majoch, producentem muzycznym – Bartłomiej Kuźniak. Album ukazał się nakładem wytwórni QM Music i uzyskał certyfikat złotej płyty.
Nagrania dotarły do 3. miejsca zestawienia OLiS.

## Lista utworów
1. „Tanie dranie” – (Maciej Maleńczuk, Paweł Kukiz)
2. „Smutny deszczyk sobie mży” – (Maciej Maleńczuk)
3. „Utwierdź mnie” – (Ewelina Flinta)
4. „Moja dziewuszka nie ma serduszka” – (Paweł Kukiz)
5. „W czasie deszczu dzieci się nudzą” – (Kayah)
6. „Shimmy szuja” – (Renata Przemyk)
7. „Zmierzch” – (Ewelina Flinta)
8. „Tango kat” – (Renata Przemyk)
9. „Cóż ci to ja uczyniłem” – (Paweł Kukiz)
10. „Szarp pan bas” – (Kayah)
11. „Bez ciebie” – (Maciej Maleńczuk)